# Сакаи, Готоку
Го́току Сака́и (яп. 酒井 高徳 Сакаи Го:току, род. 14 марта 1991[…], Нью-Йорк, Нью-Йорк) — японский футболист, выступающий в Джей-лиге за клуб «Виссел Кобе».

## Карьера
Сакаи родился в Нью-Йорке в семье японца и немки. Из-за работы отца в возрасте двух лет переехал с семьёй в город Сандзё префектуры Ниигата. Во время учёбы в старшей школе присоединился к юношеской системе клуба «Альбирекс Ниигата». В 2008 году попал в состав дублёров, а в 2009 подписал контракт с первой командой. Привлекался в сборные Японии разных возрастов. Был включен в финальный состав национальной сборной на Кубок Азии 2011, но получил травму во время подготовки к турниру и в последний момент был заменён на Рёту Мориваки.
23 декабря 2011 года Готоку Сакаи на правах аренды перешёл в футбольный клуб «Штутгарт». За «швабов» футболист выступал до июня 2013 года на правах аренды, впоследствии был выкуплен клубом.
В июле 2015 года перешёл в другой немецкий клуб «Гамбург».